# Novice (Texas)
Novice es una ciudad ubicada en el condado de Coleman en el estado estadounidense de Texas. En el Censo de 2010 tenía una población de 139 habitantes y una densidad poblacional de 111,58 personas por km².

## Geografía
Novice se encuentra ubicada en las coordenadas 31°59′14″N 99°37′31″O / 31.98722, -99.62528. Según la Oficina del Censo de los Estados Unidos, Novice tiene una superficie total de 1.25 km², de la cual 1.25 km² corresponden a tierra firme y (0%) 0 km² es agua.

## Demografía
Según el censo de 2010, había 139 personas residiendo en Novice. La densidad de población era de 111,58 hab./km². De los 139 habitantes, Novice estaba compuesto por el 96.4% blancos, el 0% eran afroamericanos, el 0.72% eran amerindios, el 0% eran asiáticos, el 0% eran isleños del Pacífico, el 0% eran de otras razas y el 2.88% pertenecían a dos o más razas. Del total de la población el 2.88% eran hispanos o latinos de cualquier raza.